# Lijst van Stolpersteine in Nijkerk

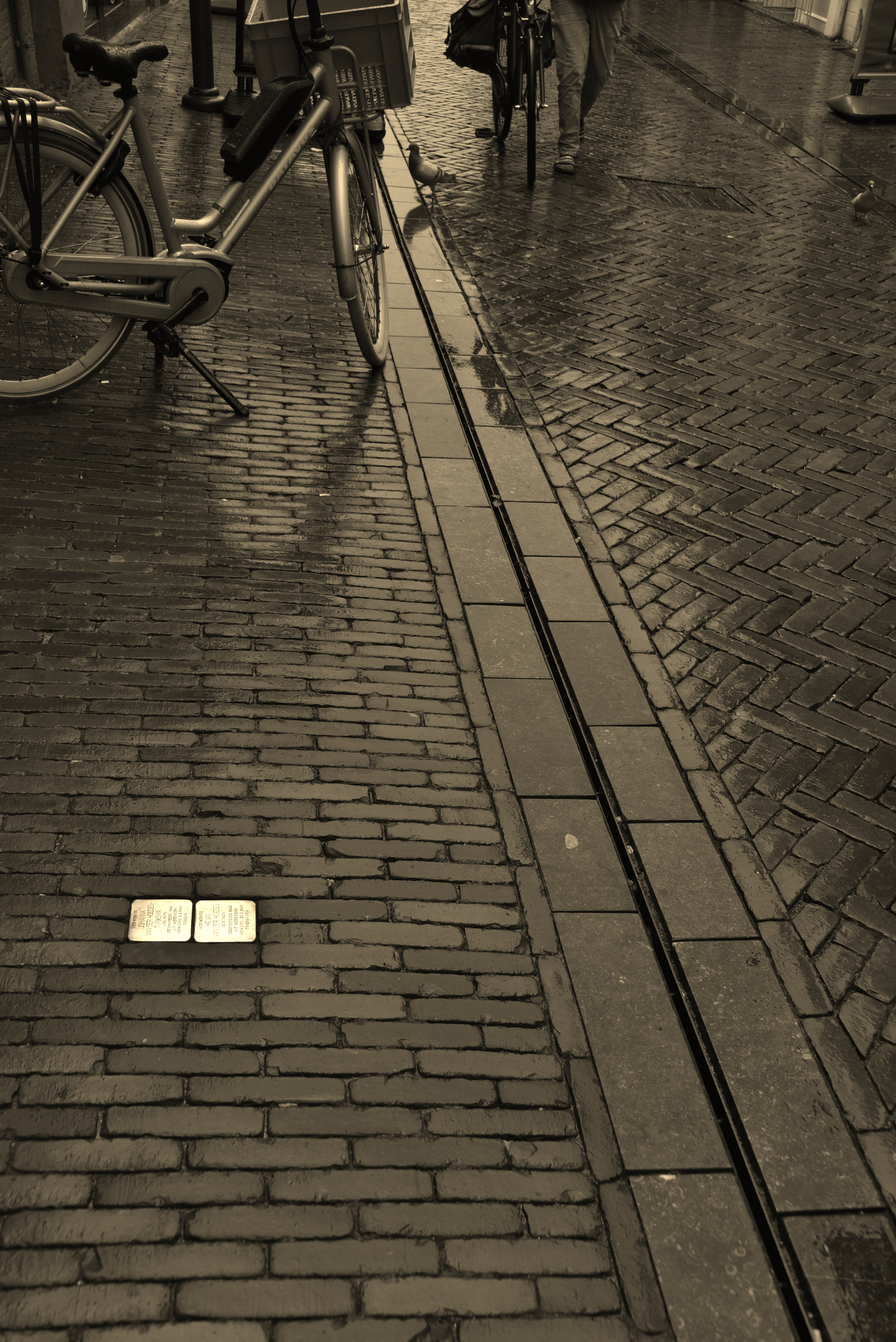
Stolpersteine voor Johanna en Henri van der Hoeden, Singel 16

De Lijst van Stolpersteine in Nijkerk geeft een overzicht van de gedenkstenen die in de gemeente Nijkerk in de Nederlandse provincie Gelderland zijn geplaatst in het kader van het Stolpersteine-project van de Duitse beeldhouwer-kunstenaar Gunter Demnig.
Stolpersteine zijn opgedragen aan slachtoffers van het nationaalsocialisme, al diegenen die zijn vervolgd, gedeporteerd, vermoord, gedwongen te emigreren of tot zelfmoord gedreven door het nazi-regime. Demnig legt voor elk slachtoffer een aparte steen, meestal voor de laatste zelfgekozen woning.
Omdat het Stolpersteine-project doorloopt, kan deze lijst onvolledig zijn.
Op 8 juli 2013 kwam de kunstenaar naar Nijkerk om de eerste Stolpersteine te leggen.

## Stolpersteine
In gemeente Nijkerk liggen 54 Stolpersteine: 53 in de stad Nijkerk en een in Nijkerkerveen.

### Nijkerk
| Afbeelding | Inscriptie | Adres               | Herdachte persoon                             |
| ---------- | --- | ------------------- | --------------------------------------------- |
|            | HIER WOONDE JACOB BRINK GEB. 1914 VERZETSSTRIJDER GESNEUVELD 16.4.1945 NIJKERK                                           | Deuverdenseweg 19   | Jacob Brink (1914-1945)                       |
|            | HIER WOONDE WOUTER BOUMAN GEB. 1924 VERZETSSTRIJDER GEARRESTEERD 1943 SCHEVENINGEN VERMOORD 14.4.1945 TREYSA             | Venestraat 40       | Wouter Bouwman (1924-1945)                    |
|            | HIER WOONDE EMANUEL COHEN GEB. 1880 GEDEPORTEERD 1943 UIT VUGHT VERMOORD 21.5.1943 SOBIBOR                               | Singel 22           | Emanuel Cohen (1880-1943)                     |
|            | HIER WOONDE THEODORA COHEN GEB. 1918 GEDEPORTEERD 1943 UIT WESTERBORK VERMOORD 14.5.1943 SOBIBOR                         | Singel 22           | Theodora Cohen (1918-1943)                    |
|            | HIER WOONDE FRITS COHEN GEB. 1922 GEDEPORTEERD 1943 UIT VUGHT VERMOORD 11.6.1943 SOBIBOR                                 | Holkerstraat 9      | Frits Cohen (1922-1943)                       |
|            | HIER WOONDE FEMIA COLTOF GEB. 1916 GEDEPORTEERD 1943 UIT VUGHT VERMOORD 11.6.1943 SOBIBOR                                | Kloosterstraat 3    | Femia Coltof (1916-1943)                      |
|            | HIER WOONDE SANDER COLTOF GEB. 1882 GEDEPORTEERD 1943 UIT VUGHT VERMOORD 14.5.1943 SOBIBOR                               | Kloosterstraat 3    | Sander Coltof (1882-1943)                     |
|            | HIER WOONDE ROSETTA COLTOF-COHEN GEB. 1886 GEDEPORTEERD 1943 UIT VUGHT VERMOORD 14.5.1943 SOBIBOR                        | Kloosterstraat 3    | Rosetta Coltof-Cohen (1886-1943)              |
|            | HIER WOONDE ABRAHAM FORTUIJN GEB. 1870 GEDEPORTEERD 1943 UIT VUGHT VERMOORD 14.5.1943 SOBIBOR                            | Nieuwstraat 17      | Abraham Fortuijn (1870-1943)                  |
|            | HIER WOONDE IZAÄK FORTUIJN GEB. 1874 GEDEPORTEERD 1942 UIT WESTERBORK VERMOORD 29.10.1942 AUSCHWITZ                      | Nieuwstraat 12      | Izaäk Fortuijn (1874-1942)                    |
|            | HIER WOONDE KAATJE FORTUIJN GEB. 1869 GEDEPORTEERD 1943 UIT VUGHT VERMOORD 14.5.1943 SOBIBOR                             | Nieuwstraat 17      | Kaatje Fortuijn (1869-1943)                   |
|            | HIER WOONDE LEO FORTUIJN GEB. 1921 GEDEPORTEERD 1942 UIT WESTERBORK VERMOORD 14.2.1943 NEUKIRCH                          | Nieuwstraat 12      | Leo Fortuijn (1921-1943)                      |
|            | HIER WOONDE JETJE FORTUIJN-VOS GEB. 1875 GEDEPORTEERD 1942 UIT WESTERBORK VERMOORD 29.10.1942 AUSCHWITZ                  | Nieuwstraat 12      | Jetje Fortuijn-Vos (1875-1942)                |
|            | HIER WOONDE ABRAHAM HAMBURGER GEB. 1897 VLUCHT IN DE DOOD 7.3.1941 NIJKERK                                               | Oosterstraat 18     | Abraham Hamburger (1897-1941)                 |
|            | HIER WOONDE ABRAHAM HAMBURGER GEB. 1926 GEDEPORTEERD 1943 UIT VUGHT VERMOORD 9.7.1943 SOBIBOR                            | Holkerstraat 9      | Abraham Hamburger (1926-1943)                 |
|            | HIER WOONDE HENRI HAMBURGER GEB. 1889 GEDEPORTEERD 1943 UIT VUGHT VERMOORD 11.6.1943 SOBIBOR                             | Holkerstraat 9      | Henri Hamburger (1889-1943)                   |
|            | HIER WOONDE SAM HAMBURGER GEB. 1924 GEDEPORTEERD 1943 UIT VUGHT VERMOORD 9.7.1943 SOBIBOR                                | Holkerstraat 9      | Sam Hamburger (1924-1943)                     |
|            | HIER WOONDE EVA JOHANNA HAMBURGER-JACOBS GEB. 1889 GEDEPORTEERD 1943 UIT VUGHT VERMOORD 11.6.1943 SOBIBOR                | Holkerstraat 9      | Eva Johanna Hamburger-Jacobs (1889-1943)      |
|            | HIER WOONDE SARA HAMBURGER-ROOD GEB. 1899 VLUCHT IN DE DOOD 7.3.1941 NIJKERK                                             | Oosterstraat 18     | Sara Hamburger-Rood (1899-1941)               |
|            | HIER WOONDE ISAAC HAMMELBURG GEB. 1875 GEDEPORTEERD 1943 UIT VUGHT VERMOORD 2.4.1944 THERESIENSTADT                      | Venestraat 18       | Isaac Hammelburg (1875-1944)                  |
|            | HIER WOONDE JUDITH HAMMELBURG- VAN DER HOEDEN GEB. 1881 GEDEPORTEERD 1943 UIT VUGHT VERMOORD 11.10.1944 AUSCHWITZ        | Venestraat 18       | Judith Hammelburg-van der Hoeden (1881-1944)  |
|            | HIER WOONDE PIETER ARIE HARTOG GEB. 1920 VERZETSSTRIJDER GESNEUVELD 31.3.1945 TERSCHUUR                                  | Bentinckstraat 24   | Pieter Arie Hartog (1920-1945)                |
|            | HIER WOONDE HENRI VAN DER HOEDEN GEB. 1921 GEDEPORTEERD 1943 UIT WESTERBORK VERMOORD 20.9.1943 DYHERNFURTH               | Singel 16           | Henri van der Hoeden (1921-1943)              |
|            | HIER WOONDE JOHANNA VAN DER HOEDEN GEB. 1876 [...] VERMOORD 16.4.1943 SOBIBOR                                            | Kruitstraat 1       | Johanna van der Hoeden (1876-1943)            |
|            | HIER WOONDE SAMUEL VAN DER HOEDEN GEB. 1879 GEDEPORTEERD 1943 UIT VUGHT VERMOORD 14.5.1943 SOBIBOR                       | Singel 37           | Samuel van der Hoeden (1879-1943)             |
|            | HIER WOONDE ELISABETH VAN DER HOEDEN- FORTUIJN GEB. 1873 GEDEPORTEERD 1943 UIT VUGHT VERMOORD 14.5.1943 SOBIBOR          | Singel 37           | Elisabeth van der Hoeden-Fortuijn (1873-1943) |
|            | HIER WOONDE JOHANNA VAN DER HOEDEN- TURKSMA GEB. 1876 GEDEPORTEERD 1943 UIT WESTERBORK VERMOORD 9.4.1943 SOBIBOR         | Singel 16           | Johanna van der Hoeden-Turksma (1876-1943)    |
|            | HIER WOONDE ANNA DE LIEVER GEB. 1922 GEDEPORTEERD 1943 UIT WESTERBORK VERMOORD 4.6.1943 SOBIBOR                          | Singel 28           | Anna de Liever (1922-1943)                    |
|            | HIER WOONDE REINA DE LIEVER GEB. 1916 GEDEPORTEERD 1943 UIT WESTERBORK VERMOORD 4.6.1943 SOBIBOR                         | Singel 28           | Reina de Liever (1916-1943)                   |
|            | HIER WOONDE BERTHIE DE LIEVER GEB. 1937 GEDEPORTEERD 1943 UIT VUGHT VERMOORD 11.6.1943 SOBIBOR                           | Holkerstraat 13     | Berthie de Liever (1937-1943)                 |
|            | HIER WOONDE GESINA DE LIEVER GEB. 1924 GEDEPORTEERD 1943 UIT VUGHT VERMOORD 11.6.1943 SOBIBOR                            | Holkerstraat 13     | Gesina de Liever (1924-1943)                  |
|            | HIER WOONDE JOSEPH DE LIEVER GEB. 1883 GEDEPORTEERD 1943 UIT VUGHT VERMOORD 11.6.1943 SOBIBOR                            | Holkerstraat 13     | Joseph de Liever (1883-1943)                  |
|            | HIER WOONDE MOZES DE LIEVER GEB. 1927 GEDEPORTEERD 1943 UIT VUGHT VERMOORD 11.6.1943 SOBIBOR                             | Holkerstraat 13     | Mozes de Liever (1927-1943)                   |
|            | HIER WOONDE RIKA SOPHIE DE LIEVER-SERPHOS GEB. 1896 GEDEPORTEERD 1943 UIT VUGHT VERMOORD 11.6.1943 SOBIBOR               | Holkerstraat 13     | Rika Sophia de Liever-Serphos (1896-1943)     |
|            | HIER WOONDE PHILIP DE LIVER GEB. 1879 GEDEPORTEERD 1943 UIT VUGHT VERMOORD 14.5.1943 SOBIBOR                             | Spoorstraat 16      | Philip de Liver (1879-1943)                   |
|            | HIER WOONDE HINNE DE LIVER- COHEN GEB. 1885 GEDEPORTEERD 1943 UIT VUGHT VERMOORD 14.5.1943 SOBIBOR                       | Spoorstraat 16      | Hinne de Liver-Cohen (1885-1943)              |
|            | HIER WOONDE IZAK MOK GEB. 1874 GEDEPORTEERD 1943 UIT VUGHT VERMOORD 14.5.1943 SOBIBOR                                    | Torenstraat 7       | Izak Mok (1874-1943)                          |
|            | HIER WOONDE LEENTJE MOK GEB. 1908 GEDEPORTEERD 1943 UIT VUGHT VERMOORD 14.5.1943 SOBIBOR                                 | Torenstraat 7       | Leentje Mok (1908-1943)                       |
|            | HIER WOONDE SARA MOK- VAN DER HOEDEN GEB. 1872 GEDEPORTEERD 1943 UIT VUGHT VERMOORD 14.5.1943 SOBIBOR                    | Torenstraat 7       | Sara Mok-van der Hoeden (1872-1943)           |
|            | HIER WOONDE JANSJE VAN MONNIKENDAM-MOK GEB. 1916 GEDEPORTEERD 1943 UIT VUGHT VERMOORD 14.5.1943 SOBIBOR                  | Torenstraat 7       | Jansje van Monnikendam-Mok (1916-1943)        |
|            | HIER WOONDE KLAAS OOSTINDIE GEB. 1922 IN VERZET TEGEN NAZI-DUITSLAND VERMOORD 18.12.1944 HUSUM-SCHWESING                 | Schrassertstraat 29 | Klaas Oostindie (1922-1944)                   |
|            | HIER WOONDE JOHANNES PIJPERS GEB. 1921 VERZETSSTRIJDER GEARRESTEERD 1943 SCHEVENINGEN VERMOORD 3.12.1943 RHEINBACH       | Groenestraat 36     | Johannes Pijpers (1921-1943)                  |
|            | HIER WOONDE LOUISE POLAK GEB. 1923 GEDEPORTEERD 1943 UIT VUGHT VERMOORD 11.6.1943 SOBIBOR                                | Van Delenstraat 15  | Louise Polak (1923-1943)                      |
|            | HIER WOONDE BETSY DE ROOIJ GEB. 1889 GEDEPORTEERD 1943 UIT VUGHT VERMOORD 28.5.1943 SOBIBOR                              | Vetkamp 2           | Betsy de Rooij (1889-1943)                    |
|            | HIER WOONDE LINA DE ROOIJ GEB. 1891 GEDEPORTEERD 1943 UIT VUGHT VERMOORD 28.5.1943 SOBIBOR                               | Vetkamp 2           | Lina de Rooij (1891-1943)                     |
|            | HIER WOONDE HEIN SIETSMA GEB. 1919 VERZETSSTRIJDER GEARRESTEERD 1944 AMERSFOORT VERMOORD 21.1.1945 DACHAU                | Bunschoterweg 41    | Hein Sietsma (1919-1945)                      |
|            | HIER WOONDE JAN TIJMEN SIETSMA GEB. 1924 VERZETSSTRIJDER GEARRESTEERD 1943 SCHEVENINGEN VERMOORD 28.3.1945 ZIEGENHAIN    | Bunschoterweg 41    | Jan Tijmen Sietsma (1924-1945)                |
|            | HIER WOONDE MAARTEN SLORT GEB. 1917 VERZETSSTRIJDER GEARRESTEERD 1943 SCHEVENINGEN GEFUSILLEERD 10.8.1943 SCHEVENINGEN   | Groenestraat 36     | Maarten Slort (1917-1943)                     |
|            | HIER WOONDE KAREL SPANJAR GEB. 1939 GEDEPORTEERD 1943 UIT VUGHT VERMOORD 11.6.1943 SOBIBOR                               | Van Delenstraat 15  | Karel Spanjar (1939-1943)                     |
|            | HIER WOONDE MOZES SPANJAR GEB. 1903 GEDEPORTEERD 1943 UIT VUGHT VERMOORD 9.7.1943 SOBIBOR                                | Van Delenstraat 15  | Mozes Spanjar (1903-1943)                     |
|            | HIER WOONDE BELA SPANJAR- DORMITS GEB. 1903 GEDEPORTEERD 1943 UIT VUGHT VERMOORD 11.6.1943 SOBIBOR                       | Van Delenstraat 15  | Bela Spanjar-Dormits (1903-1943)              |
|            | HIER WOONDE ADRIANUS PELEGRINUS VAN DEN TWEEL GEB. 1915 VERZETSSTRIJDER GESNEUVELD 22.8.1946 NIJKERK                     | Barneveldseweg 119  | Adrianus Pelegrinus van den Tweel (1915-1946) |
|            | HIER WOONDE KLAAS VASTENBURG GEB. 1897 VERZETSSTRIJDER GEARRESTEERD 1945 APELDOORN GEFUSILLEERD 8.3.1945 DE WOESTE HOEVE | Bruins Slotlaan 3   | Klaas Vastenburg (1897-1945)                  |

### Nijkerkerveen
In Nijkerkerveen ligt een Stolperstein.
| Afbeelding | Inscriptie                                                             | Adres                   | Herdachte persoon               |
| ---------- | ---------------------------------------------------------------------- | ----------------------- | ------------------------------- |
|            | HIER WOONDE BEERT VAN DEN AKKER GEB. 1910 GESNEUVELD 13.5.1940 ECHTELD | Van Dijkhuizenstraat 75 | Beert van den Akker (1910-1940) |

## Data van plaatsingen
- 8 juli 2013[56]